# لیبسدورف
لیبسدورف (به آلمانی: Libbesdorf) یک منطقهٔ مسکونی در آلمان است که در Osternienburger Land واقع شده‌است. لیبسدورف  ۴۰۱ نفر جمعیت دارد.